# Cariniana penduliflora
Espèce
Classification phylogénétique
Statut de conservation UICN

 CR B1+2c : 
En danger critique
Cariniana penduliflora est une espèce de plante à fleurs de la famille des Lecythidaceae originaire de l'Amazonie au Brésil.

## Description
C'est un arbre.

## Répartition
Endémique aux savanes et forêts ouvertes de Mutumparaná, dans l'État de Rondônia.

## Conservation
Cette espèce est menacée par la destruction de l'habitat.